# La Petite Danseuse de quatorze ans
Pour les articles homonymes, voir La Petite Danseuse.
La Petite Danseuse de quatorze ans (aussi intitulée Grande Danseuse habillée) est une sculpture de l'artiste français Edgar Degas réalisée en cire entre 1875 et 1880. Le modèle identifié est une jeune danseuse du nom de Marie van Goethem âgée à l'époque de 14 ans. Lors de son exposition en 1881 l'œuvre, présentée dans une vitrine, surprit par le réalisme sans concession de la figure, dont le traitement par la technique de la cire et l'emploi d'accessoires réels accentuaient l'illusion de la réalité. Des épreuves d'après l'original ont été éditées en bronze par le fondeur Adrien-Aurélien Hébrard et sont exposées dans plusieurs musées dans le monde.

## Description
La sculpture représente une jeune ballerine debout dans une attitude de repos très ordinaire chez les ballerines, les pieds en dehors, en appuie sur la jambe arrière, position se rapprochant de la « quatrième » une des cinq positions du ballet classique, les mains derrière le dos, le buste dressé et la tête rejetée en arrière. Quiconque ayant été danseuse peut envisager que la jeune fille tire ses bras en arrière et redresse son menton pour s'étirer, comme il est courant de le faire lorsqu'on écoute des corrections du professeur, ou lorsqu'on mémorise les exercices qui sont montrés par ce dernier. Elle est vêtue d'un bustier en soie, d'un tutu en tulle, de bas et de chaussons de danse. Ses cheveux sont noués par un ruban en satin. La sculpture originale dont le corps est en cire colorée imitant la texture d'une peau humaine, était revêtue de vrais accessoires en tissus, et d'une perruque en cheveux confectionnés par Mme Cusset, une fabricante de perruque. L'épreuve en bronze ne garde comme accessoires réels que le ruban des cheveux et la jupe, le reste étant recouvert de diverses patines colorées qui différencient le corps des vêtements.
La forme et la couleur du tutu ont été sujet à débat depuis l'exposition Degas and the little dancer qui s'est déroulée au Joslyn Art Museum en 1998. À l'origine la jupe est un tutu long de type romantique en mousseline (ce modèle est d'ailleurs nommé « tutu Degas »). Les exemplaires en bronze ont repris un type de tutu plus court et raide en s'inspirant du tutu d'origine de la statue de cire de 1881, mais dont l'état était délabré par le temps ; ce qui pour le commissaire de l'exposition Richard Kendall, ne correspondait pas au vêtement original qui fut exposé en 1881. Sa version d'un tutu bouffant de couleur blanche arrivant jusqu'au genoux, basée sur des dessins préparatoires de Degas et des documents d'époque, a provoqué une controverse dans le milieu de l'art.

## Le modèle

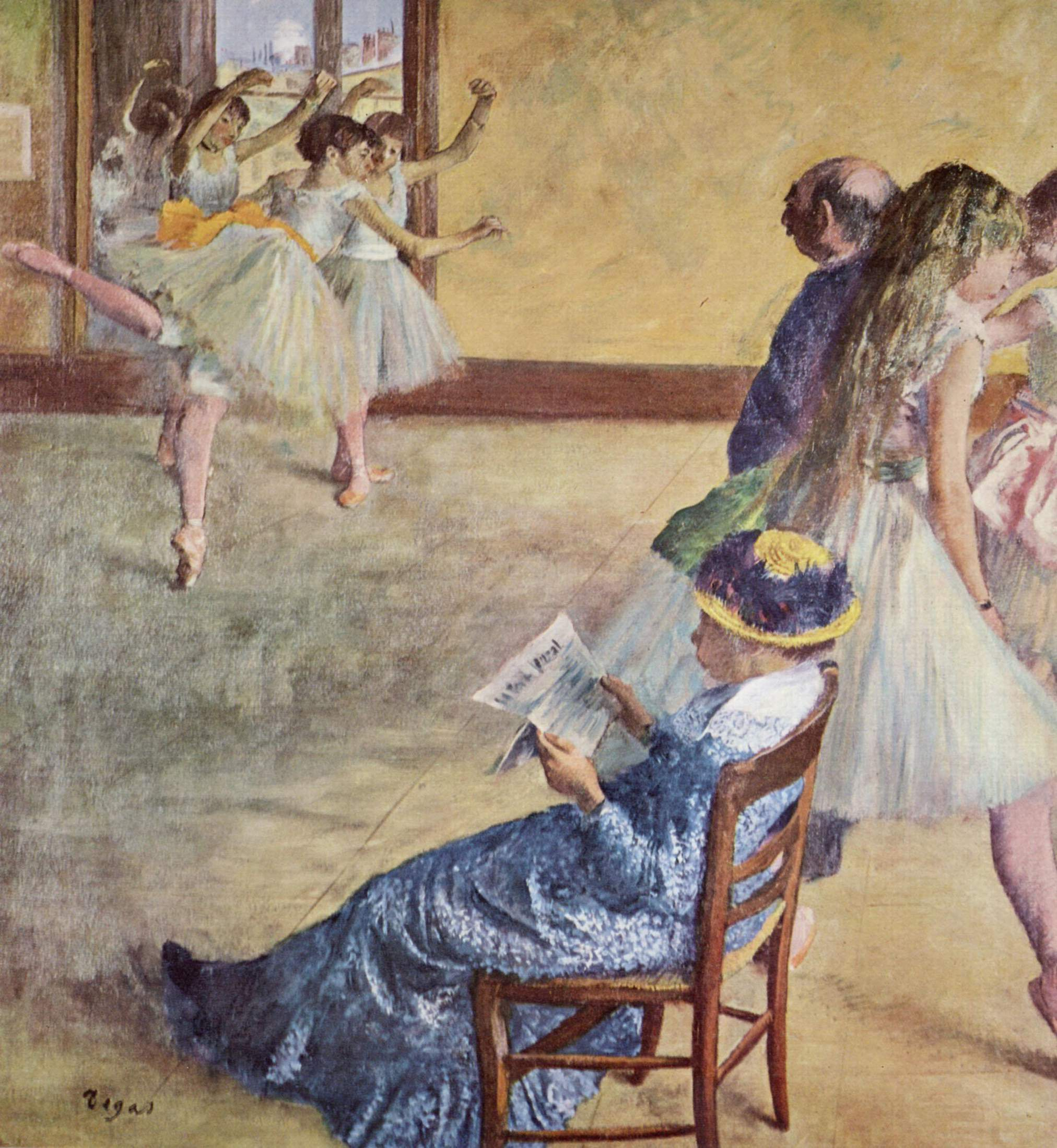
Edgar Degas, Classe de ballet (1878-1880) Philadelphia Museum of Art. Marie van Goethem est représentée de dos à droite de la scène.

La jeune danseuse qui servit de modèle à la sculpture de Degas se nomme Marie Genevieve van Goethem, (également orthographié « van Gutten, Vanguthen » ou « van Golethen »). Elle est née le 7 juin 1865 d'un père tailleur et d'une mère blanchisseuse, tous deux belges installés dans un quartier pauvre du 9e arrondissement de Paris,. Marie van Goethem et ses deux sœurs Antoinette et Louise-Joséphine sont placées par leur mère à l'Opéra de Paris où elles sont élèves en classe de ballet. Marie et sa sœur aînée Antoinette sont aussi modèles, leurs noms sont mentionnés dans les carnets de Degas. Peu d'éléments ressortent de sa biographie. Elle est renvoyée de l'Opéra pour absentéisme, en mai 1882 et dès lors se prostitue ainsi que sa sœur Antoinette. Hormis la sculpture, elle figure aussi dans une autre œuvre de Degas la Classe de ballet (1880) du Philadelphia Museum of Art de Philadelphie, où elle est représentée de dos à droite du tableau, identifiable par sa longue chevelure dénouée.

## Historique
Propriété du peintre jusqu'à sa mort en 1917, elle est retrouvée dans son atelier parmi les 73 sculptures sauvées et restaurées par le sculpteur et proche ami du peintre Paul-Albert Bartholomé. En 1921 elle est fondue en bronze d'après un moulage de l'original en plâtre, par le fondeur Adrien-Aurélien Hébrard. Le tirage original est exposé à la galerie Hébrard en 1922. La cire originale et le premier tirage en bronze sont la propriété des héritiers Hébrard jusqu'en 1955, année où ils sont acquis par le collectionneur Paul Mellon qui en fait don sous réserve d'usufruit à la National Gallery of Art de Washington.
Parmi les épreuves d'après l'original, éditées en bronze par le fondeur Adrien-Aurélien Hébrard, 29 exemplaires recensés sont conservés dans des musées et collections privées. La cire originale se trouve à la National Gallery of Art de Washington, D.C., donnée par Paul Mellon après qu'il l'a acquise avec l'ensemble des cires de Degas auprès du fondeur Hébrard. Les tirages post-mortem en bronze, réalisés par Hébrard, sont exposés notamment au musée d'Orsay de Paris, au Metropolitan Museum of Art (MET) de New York ou à la Ny Carlsberg Glyptotek de Copenhague, et dans plusieurs autres grands musées de par le monde.

## Scandale de l'exposition

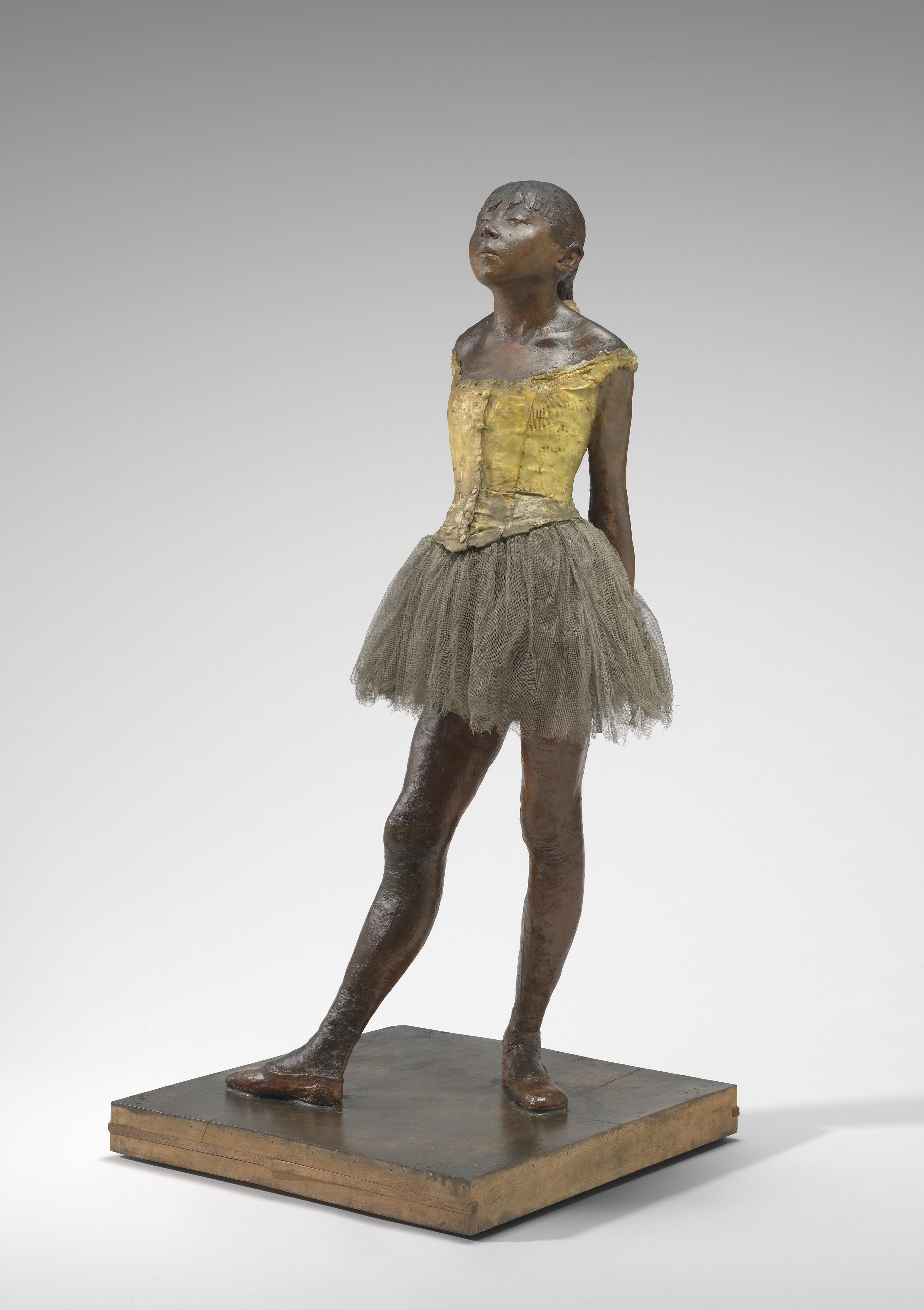
La Petite Danseuse de quatorze ans version de la National Gallery of Art, Washington DC.

Cette œuvre est dans un premier temps annoncée sur le catalogue de la cinquième exposition impressionniste, en 1880, mais elle n'y est pas présente. L'année suivante, lors de la sixième exposition, la vitrine en verre qui est censée l'abriter reste vide pendant dix jours, puis l'œuvre est présentée. Du fait de la technique employée et de son réalisme, la sculpture provoque la surprise et le scandale ; et ce, même parmi les admirateurs du peintre comme Joris-Karl Huysmans, qui parle du « malaise » que peut susciter la vue de la sculpture auprès du public. Les critiques fusent, dans la revue anglaise Artist une essayiste écrit « L'art peut-il tomber plus bas ? ». Paul Mantz dans son article du journal Le Temps est l'un des plus critiques contre le traitement de l'apparence de la Petite danseuse : « pourquoi son front est il... comme ses lèvres, marqué d'un caractère si profondément vicieux ? ». D'autres observateurs, comme le peintre Auguste Renoir et le critique Charles Ephrussi, considèrent la sculpture comme une tentative de réalisme particulièrement novatrice. À la suite du scandale, Degas rapporte la sculpture chez lui et plus personne ne la voit. Il refuse même de la vendre et elle ne participe pas à la grande exposition impressionniste de 1886 à New York, organisée par le célèbre marchand d'art Durand-Ruel.